# Eozanclus brevirostris
Eozanclus brevirostris è un pesce osseo estinto, appartenente ai perciformi. Visse nell’Eocene medio (48 – 50 milioni di anni fa) e i suoi resti fossili sono stati ritrovati in Italia, nel famoso giacimento di Monte Bolca.

## Descrizione
Questo pesce era di piccole dimensioni e solitamente non superava i 15 centimetri di lunghezza. Era dotato di un corpo molto alto e compresso lateralmente; la testa era alta e grande, e dotata di un muso leggermente allungato in avanti; in generale, l’aspetto di questo animale era molto simile a quello dell’attuale idolo moresco (Zanclus cornutus), ma alcune caratteristiche erano meno accentuate: le dimensioni erano minori, il muso era molto più corto e la parte anteriore della pinna dorsale era più corta. Le pinne pettorali erano piccole, quelle ventrali appuntite e quella caudale era di forma triangolare e non divisa, piuttosto diversa da quella dell’idolo moresco che è a forma di mezzaluna.

## Classificazione
Descritto inizialmente da Louis Agassiz nel 1835, questo pesce è stato riconosciuto come genere a sé stante solo nel 1974 ad opera di Blot e Voruz. 
Eozanclus brevirostris è considerato un membro della famiglia Zanclidae, attualmente rappresentata dal già citato idolo moresco e affini agli Acanthuridae.

## Paleoecologia
Eozanclus, come il suo parente attuale, doveva essere un pesce di scogliera che si nutriva di piante acquatiche.